# Államok vezetőinek listája 48-ban
Ezen az oldalon az i. sz. 48-ban fennálló államok vezetőinek névsora olvasható földrészek, majd országok szerinti bontásban.

## Európa
- Boszporoszi Királyság
  - Király: I. Kotüsz (45/46–68/69)
- Britannia
  - Catuvellaunusok
    - Király: Caratacus (42–51)
- Dák Királyság
  - Király: Scorilo (30–70)
- Római Birodalom
  - Császár: Claudius (41–54) 
    - Consul: Claudius császár
    - Consul: Aulus Vitellius
    - Consul suffectus: Lucius Vipstanus Poplicola
    - Consul suffectus: Lucius Vitellius
    - Consul suffectus: Messalla Vipstanus Gallus

  - Britannia provincia
    - Legatus: Publius Ostorius Scapula (47–51)

## Ázsia
- Anuradhapura
  - Király: Csandamukha (44-52)
- Armenia
  - Király: Mithridatész (42–51)
- Atropaténé
  - Király: Vonónész (12-51)
- Elümaisz
  - Király: I. Oródész (25-50)
- Hsziungnuk
  - Sanjü: Punu (46-kb. 48)
  - Sanjü: Szutuhu (kb. 48-56)
- Ibériai Királyság
  - Király: I. Pharaszmanész (1–58)
- India
  - Indo-pártus Királyság
    - Király: Gondopharész (20–50)
- Japán
  - Császár: Szuinin (i. e. 29–70)
- Kína (Han-dinasztia)
  - Császár: Han Kuang Vu-ti (25–57)
- Kommagéné
  - Király: IV. Antiokhosz (38–72)
- Korea
  - Pekcse
    - Király: Taru (29–77)

  - Kogurjo
    - Király: Mindzsung (44–48)
    - Király: Mobon (48–53)

  - Silla
    - Király: Juri (24–57)

  - Kaja államszövetség
    - Király: Szuro (42–199?)
- Kusán Birodalom
  - Király: Kudzsula Kadphiszész (30-80)
- Nabateus Királyság
  - Király: II. Malikhosz (40–70)
- Oszroéné
  - Király: V. Abgar (13-50)
- Pártus Birodalom
  - Nagykirály: II. Gotarzész (38–51)
- Pontoszi Királyság
  - Királynő: II. Polemón (38-64)
- Római Birodalom
  - Iudaea
  - Procurator: Tiberius Iulius Alexander (46–48)
    - Procurator: Ventidius Cumanus (48–52)

  - A szanhedrin vezetője: I. Gamáliel (9–50)
  - Főpap: Anániás ben Nebedeosz (46–58)
  - Syria provincia
    - Praefectus: Caius Cassius Longinus (44–49)

## Afrika
- Római Birodalom
  - Aegyptus provincia
    - Praefectus: Cnaeus Vergilius Capito (47–52)
- Kusita Királyság
  - Kusita uralkodók listája

## Fordítás
Ez a szócikk részben vagy egészben  a   Liste der Staatsoberhäupter 48 című német Wikipédia-szócikk ezen változatának fordításán alapul.  Az eredeti cikk szerkesztőit annak laptörténete sorolja fel. Ez a jelzés csupán a megfogalmazás eredetét és a szerzői jogokat jelzi, nem szolgál a cikkben szereplő információk forrásmegjelöléseként.